# Moorov zakon
Moorov zakon pravi, da se približno na vsako leto in pol podvoji zmogljivost visoko zmogljivih integriranih vezij (procesorjev in namenskih procesorjev).

## Zgodovina
Intelov soustanovitelj in raziskovalec Gordon Moore je v svojem članku 19. aprila 1965 v reviji Electronics Magazine v članku »Cramming more components onto integrated circuits« (Trpanje več komponent na integrirana vezja) pravilno napovedal integrirana vezja visoke gostote (VLSI) z do 65.000 tranzistorji na eni sami silikonski rezini (slice). Hkrati s tem je tudi napovedal prihodnje trende rasti integracije. Te je leta 1975 v članku »Progress In Digital Electronics« (Napredek v digitalni elektroniki) potrdil z ugotovitvijo, da se razvoj integriranih vezij dogaja močno pospešeno glede na prejšnja leta.
Te misli je še večkrat z navdušenjem povzel v kasnejših letih 1995 (Pentium I) in 2004 (začetek razvoja dvojedrnih procesorjev) kot vodilni pri Intelu.